# 브론즈쿠올
브론즈쿠올(Dasyurus spartacus)는 주머니고양이과에 속하는 유대류의 일종이다. 뉴기니 섬의 플라이 강 횡단 사바나 및 초원 생태구와 서파푸아 주에서만 발견된다. 1970년대초 5점의 표본이 수집되어 발견되었지만, 1987년 퀸즐랜드 박물관의 스테판 반 다이크(Stephen Van Dyck) 박사가 이 종을 조사하고 구별되는 특징을 인지하여 처음 기술했다. 2013년 2월 기준으로, 덫에 걸렸던 8점과 현지 사냥꾼에 잡힌 4점의 표본을 포함하여 모두 12점의 공식적인 박물관 표본이 알려져 있다. 극히 일부만 알려져 있고, 이전에는 외딴 곳에 사는 서부쿠올 (Dasyurus geoffroii)의 개체군으로 간주했다. 2013년 2월 현재 개체수를 10,000마리 이하로 추산하고 있으며, IUCN 적색 목록에서 멸종 준위협종으로 분류하고 있다. 야행성 동물로 포식자로 사바나 삼림 지대에서 서식한다. 먹이는 가축화된 야생성 개와 고양이를 포함하고 있다. 와수르 국립공원과 톤다 야생동물 관리지역에서 관찰된 적이 있다.